# 107 г. пр.н.е.
107 (сто и седма) година преди новата ера (пр.н.е.) е година от доюлианския (Помпилийски) римски календар.

## Събития

### В Римската република
- Консули са Луций Касий Лонгин и Гай Марий.
- Югуртска война:
  - Гай Марий получава командването във войната с Югурта и пристига в Африка с квестора си Луций Корнелий Сула. Марий побеждава Югурта в близост до Цирта и го принуждава да бяга към Мавретания, при своя зет Бокх I.[1]
- Кимврийска война:
  - Консулът Луций Касий Лонгин се увлича в преследване на германите, след първоначален успех при Толоса, но в битка при Бурдигала попада в устроена засада и загива заедно с ок. 35 000 римски войници.[1]
- 28 октомври – триумф на Квинт Сервилий Цепион за победи в Далечна Испания.[2]
- По предложение на народния трибун Гай Целий Калд е приет Lex Caellia tabellaria, с който се въвежда гласуване чрез плочки, т.е. тайно гласуване, в съдебните процеси за измяна.[3]

### В Африка
- Клеопатра III прогонва Птолемей IX от Египет и управлява съвместно с втория си син Птолемей X до 101 г. пр.н.е..[3] Прогоненият продължава да управлява Кипър.[3]

## Починали
- Луций Касий Лонгин, консул през тази година